# Distretto di Yunzhou
Il distretto di Yunzhou (云州区S, Yúnzhōu QūP), già distretto di Datong, è un distretto della Cina, situato nella provincia dello Shanxi e amministrato dalla prefettura di Datong.